# Edmigasell
Edmigasell, Atlasgasell eller cuviergasell (Gazella cuvieri) är en starkt hotad art i släktet gaseller som förekommer i Atlasbergen in norra Afrika.
Artepitet i det vetenskapliga namnet hedrar den franska zoologen Frédéric Cuvier.

## Kännetecken
Pälsen är på ovansidan gråbrun och vid gränsen mot den ljusa undersidan finns en mörkare strimma. Hornen blir 20 till 37 centimeter lång och hannarnas horn är som hos de flesta gasellerna längre än honornas horn. I ansiktet finns mörka strimmor som sträcker sig från ögonen till nosen. Mellan dessa strimmor finns parallella vita strimmor. Edmigasell når en kroppslängd mellan 95 och 105 centimeter och sedan tillkommer en 15 till 20 centimeter lång svans. Mankhöjden ligger vid 60 eller 70 centimeter och vikten mellan 15 och 20 kilogram (hos honor) eller mellan 20 och 35 kilogram (hannar).

## Utbredning och habitat
Utbredningsområdet sträcker sig över norra Afrika från Marocko till Tunisien. Djuret har i Atlasbergen olika habitat som skogar och klippiga områden.

## Levnadssätt
Edmigasellen lever i mindre grupper, vanligen av upp till åtta individer. De bildas oftast av en hanne, flera honor och deras ungdjur. Under dagen vilar de i avlägsna höga regioner och under natten vandrar de ner för att leta efter föda. Födan utgörs av gräs och örter.

## Fortplantning
Vanligen föder honorna sina ungdjur mellan mars och maj, en annan tid med många födelser ligger vid oktober. Dräktigheten varar i cirka 160 dagar och i motsats till de flesta andra gaseller i Afrika föds ofta tvillingar. Livslängden går upp till 14 år.

## Hot
Vid början av 1900-talet fanns en jämförelsevis stor population av arten i norra Afrika. Sedan dess minskade beståndet på grund av jakt och förstöringen av levnadsområdet som blev omvandlad till betesmark oroväckande. Idag lever edmigasellen i ett begränsat och sönderdelat område. Enligt uppskattningar från 2001 är populationen mellan 1 500 och 2 500 individer. Av dessa lever 500 till 1 500 i Marocko, cirka 560 i Algeriet och mindre än 500 i Tunisien. IUCN listar arten som sårbar (vulnerable).